# U-144号潜艇 (1940年)
U-144号（德語：U 144）是纳粹德国战争海军建造的十六艘II-D型近岸潜艇（或称U艇）之一。它由基尔的德意志造船厂承建，于1940年8月24日下水，至同年10月2日交付使用。第二次世界大战期间，该艇曾执行过三次巡逻作战，共计击沉1艘排水量为206吨的苏联海军潜艇。1941年8月10日，U-144号在希乌马岛以西的波罗的海遭苏联潜艇Shch-307号发射鱼雷击沉，艇内28名官兵全数阵亡。

## 设计
II级潜艇是从一战中德意志帝国海军的UB级和UF级近岸潜艇发展而来。其外观尺寸小，造价便宜且易于生产，在很短时间内便能造好。这款艇具在设计上吸收了为芬兰海军定制的欧洲水鼬号的优点，是非常出色的训练艇。但由于它们体积较小，在海面上容易剧烈颠簸，因此也被德国人戏称为“独木舟”（Einbaum）。尽管如此，一些II级艇在训练任务与战斗行动中表现相当出色，许多II级艇的衍生型号也相继被建造出来。
U-144号是一款用于近岸水域作战的II-D型单壳体潜艇。与前型相比，它的司令塔更大、塔后部增加了高射炮发射平台，艇身外部壳体两侧还设计了醒目的鞍状水箱。鞍状水箱除了能利用在压载水舱和燃料箱中以提高活动半径之外，对于潜艇在暴风雨天气中的航行也有好处。艇只的全长43.97米、舷宽4.92米、高8.4米，并有3.93米的吃水深度，水上和水下排水量则分别增加至314吨和364吨。II-D型艇采用两台曼海姆发动机厂（MWM）生产的六缸四冲程350匹公制馬力（260千瓦特）柴油机用于水面运行，以及两台各配备36个AFA蓄电池组的205匹公制馬力（150千瓦特）西门子-舒克特（SSW）电动发电机用于水下航行；水面最高航速12.7節（23.5每小時），水下7.4節（13.7每小時）；能够在水面以8節（15每小時）航速续航5,650海里（10,460），或以4節（7.4每小時）连续在水下航行56海里（104）而无需充电。它采用双轴和两副直径为0.85米的螺旋桨，具备在80－150米的深度运行的能力，紧急下潜需时30秒。
武器装备方面，U-144号在艇艏内置有三具管径为533毫米的鱼雷发射管，呈倒三角形布置，其中左舷一具、右舷一具、底部的中线上还有一具；它们合共配备5枚G7型鱼雷，或可携带最多12枚TMA水雷。此外，该艇还搭载有一门20毫米30式高射炮作为甲板炮。其标准船员编制为3名军官及22名水兵。

## 历史
1939年9月25日，海军造舰局正式将十六艘II-D型潜艇（U-137至U-152号）的建造合同发包予基尔的德意志造船厂。其中U-144号于1940年1月10日开始铺设龙骨，同年8月24日下水，至10月2日在首度担任艇长的海军中尉弗里德里希·冯·希佩尔的指挥下交付使用。完成海试后，该艇先是以训练艇身份编入驻基尔的第1潜艇区舰队服役至12月19日，继而成为驻戈滕哈芬的第22潜艇区舰队的一份子，先是担任教学艇，当苏德战争爆发时又从1941年6月22日起被抽调作前线艇，直至8月10日被击沉。
第二次世界大战期间，U-144号共执行过三次巡逻作战，仅击沉1艘排水量为206吨的苏联海军潜艇。

### 作战巡逻
1941年6月18日，为配合德军入侵苏联的“巴巴罗萨行动”，U-144号在海军上尉格特·冯·米特尔施泰特的指挥下离开戈滕哈芬执行首次巡逻，前往文道附近的波罗的海游弋。六天后，即6月23日06:54，苏联潜艇M-78号被米特尔施泰特发射的两枚鱼雷击中，并在文道以西约9海里（17）处立即沉没。时任苏联海军第4潜艇支队司令的海军上尉斯特凡·约诺维奇·马特维耶夫亦遂艇一同失踪。至6月30日，U-144号抵达斯托梅洛岛。
第二次巡逻从7月7日持续至19日，米特尔施泰特率U-144号从斯托梅洛岛出发，前往波罗的海的萨雷马岛和希乌马岛附近游弋。经过十二天的航行，该艇返回斯托梅洛岛，未能击沉任何船舶。7月28日，U-144号再次离开斯托梅洛岛，去往与此前相同的目的地巡逻。十三天后，即8月10日22:00，当苏联潜艇Shch-307号驶至距里斯特纳灯塔约25海里（46）的潜望镜深度的预定会合点时，发现一艘舰艇的轮廓在水面上径直驶来。22:05，战斗警报拉响，Shch-307号发动艇艏鱼雷齐射。五分钟后，那艘以250度航行的舰艇右转至80至90度。经确认，对方为德国潜艇U-144号。顷刻间，它又向左转了180度，此时与苏联潜艇所在的航线相同。由于U-144号没有任何动静，苏联潜艇于22:18在无法保持角度的情况下从近距离发动了艇艉鱼雷齐射。35到40秒后，U-144号的艇体发出沉闷的撞击声。Shch-307号则在齐射后失去了潜水能力，仅过了几秒便浮出水面，潜望镜外露。然而，水面上已经看不到德国潜艇的踪迹，只能看到大片的脂肪油迹和气泡。U-144号已在大致58°58′N 21°24′E / 58.967°N 21.400°E的方位迅速沉没，艇内28名官兵全数阵亡。

## 袭击历史摘要
| 日期          | 船名   | 船籍     | 吨位 | 结局 |
| ------------- | ------ | -------- | ---- | ---- |
| 1941年6月23日 | M-78号 | 苏联海军 | 206  | 击沉 |